# Marika Pertachija
Marika Avtandilovna Pertachija (in russo Марика Автандиловна Пертахия?; Gali, 15 dicembre 1992) è una sciatrice freestyle russa, specialista nelle gobbe.

## Biografia
Nel 2012 si qualifica per la prima volta ai giochi olimpici nella gara di gobbe piazzandosi in diciassettesima posizione.
Nel 2018 prese parte per la seconda volta alle Olimpiadi, questa volta a Pyeongchang, venendo eliminata nel primo turno della finale e classificandosi sedicesima nella gara di gobbe.

## Palmarès

### Mondiali juniores
- 4 medaglie:
  - 1 oro (gobbe in parallelo a Jyväskylä 2011);
  - 2 argenti (gobbe a Jyväskylä 2011 e gobbe in parallelo a Chiesa in Valmalenco 2012);
  - 1 bronzo (gobbe a Chiesa in Valmalenco 2012).

### Universiadi
- 1 medaglia:
  - 1 argento (gobbe a Sierra Nevada 2015

### Coppa del Mondo
- Miglior piazzamento in classifica generale: 11ª nel 2016.
- 1 podio
  - 1 terzo posto.